# فشتنق
فُشتَنق روستایی در دهستان باشتین بخش باشتین شهرستان داورزن استان خراسان رضوی ایران است. این روستای کوه پایه ای در دهانه دره رودخانه ریوند واقع شده و جزعی از شهرستان ریوند است، و در زمان گذشته مسیر دسترسی به آتشکده آذر برزین مهر بوده است. امامزاده ای وجود دارد که به این مکان درقدرق می‌گویند

## جمعیت
بر پایه سرشماری عمومی نفوس و مسکن در سال ۱۳۹۵ جمعیت این روستا ۱۶۹ نفر (در ۶۸ خانوار) بوده است.

## روستای فشتنق از نظر قدمت و تاریخ:
محوطهٔ باستانی اطراف روستای فشتنق در شمال غربی سبزوار نشان می‌دهد که این منطقه در عصر ساسانی شهری بزرگ بوده است. در حوالی سبزوار در روستای فشتنق (کوه ریود) آتشکده‌ای ساخته شده از سنگ و ساروج وجود دارد که بنای آن به دوران ساسانیان بازمی‌گردد و بازمانده از عصر رواج کیش زرتشتی در ایران باستان است که پس از اسلام آن را خانه دیو خوانده‌اند.

## نقاط دیدنی
- چهارتاقی خانه دیو
- امامزاده شاهزاده ابوالقاسم یا درقدرق
- آبجنگ و سه آبشار زیبا در زیر چهارتاقی خانه دیو[۳][۴]